# Goniothalamus epiphyticus
Goniothalamus epiphyticus este o specie de plante din genul Goniothalamus, familia Annonaceae, descrisă de Adolph Daniel Edward Elmer. Conform Catalogue of Life specia Goniothalamus epiphyticus nu are subspecii cunoscute.